# Erwin Lohrengel
Erwin Lohrengel (* 18. September 1908 in Berlin; † 24. Oktober 1959 ebenda) war ein deutscher Politiker (SPD).
Erwin Lohrengel besuchte ein Reform-Realgymnasium und machte eine kaufmännische Lehre. Er wurde Angestellter und trat 1925 der SPD bei, 1927 auch der Gewerkschaft. 1940 wurde er in die Wehrmacht eingezogen und geriet in französische Kriegsgefangenschaft.
Nach dem Zweiten Weltkrieg wurde Lohrengel Fahrer einer Brotfabrik und ab 1951 Kreissekretär der SPD Tempelhof. Bei der Berliner Wahl 1950 wurde er in die Bezirksverordnetenversammlung im Bezirk Tempelhof gewählt. Bei der Wahl 1958 wurde Lohrengel in das Abgeordnetenhaus von Berlin gewählt, doch zehn Monate später starb er. Sein Nachrücker im Parlament wurde daraufhin Willy Schlawe (1902–1989).